# (8550) Hesiodos
(8550) Hesiodos ist ein Asteroid des äußeren Hauptgürtels, der am 12. August 1994 vom belgischen Astronomen Eric Walter Elst am La-Silla-Observatorium der Europäischen Südsternwarte (IAU-Code 809) entdeckt wurde.
Der Asteroid ist Mitglied der Schubart-Familie, einer wahrscheinlich vor 1,7 (± 0,7) Milliarden Jahren durch Kollision entstandenen Gruppe von Asteroiden, die sich in einer Bahnresonanz von 3:2 mit dem Planeten Jupiter um die Sonne bewegt. Namensgeber dieser Gruppe ist der Asteroid (1911) Schubart.
(8550) Hesiodos wurde nach dem griechischen Dichter Hesiod (* vor 700 v. Chr.) benannt, der in seinem Lehrgedicht Werke und Tage den Mythos von der Büchse der Pandora erzählte.